# Fosse/Verdon
Fosse/Verdon é uma minissérie biográfica norte-americana criada por Steven Levenson e Thomas Kail. Estrelada por Sam Rockwell e Michelle Williams, ambos interpretam o coreógrafo Bob Fosse e a dançarina Gwen Verdon, respectivamente.
A série conta, ainda, com a participação de Norbert Leo Butz e Margaret Qualley. Sua estreia ocorreu em 9 de abril de 2019, no FX. No Primetime Emmy Awards 2019, Fosse/Verdon recebeu sete indicações, incluindo as áreas de atuação e desenvolvimento.

## Elenco

### Principal
- Sam Rockwell como Bob Fosse
- Michelle Williams como Gwen Verdon
- Norbert Leo Butz como Paddy Chayefsky
- Margaret Qualley como Ann Reinking

### Recorrente
- Aya Cash como Joan Simon
- Evan Handler como Hal Prince
- Nate Corddry como Neil Simon
- Susan Misner como Joan McCracken
- Paul Reiser como Cy Feuer
- Blake Baumgartner e Juliet Brett como Nicole Fosse
- Jake Lacy como Ron
- Kelli Barrett como Liza Minnelli
- Bianca Marroquín como Chita Rivera
- Ethan Slater como Joel Grey
- Rick Holmes como Fred Weaver
- Peter Scolari como Mel
- Christiane Seidel como Hannah
- Byron Jennings como George Abbott
- Laura Osnes como Shirley MacLaine
- Brandon Uranowitz como Dustin Hoffman
- Tyler Hanes como Jerry Orbach
- Wayne Wilcox como Michael Kidd
- Lindsay Nicole Chambers como Leland Palmer
- Santino Fontana como James Henaghan
- Emily Dorsch como Gertrude Verdon
- Christopher Tocco como Jack Cole
- Kelcy Griffin como Debbie Allen
- Pamela Mitchell como Marsha Mason
- Rema Webb como Paula Kelly
- Justin Gazzillo como Young Bobby
- Spencer Moss como Mary Ann Fosse
- David Turner como Ray Walston
- George Bamford como Robert Surtee
- George R. Sheffey como David Bretherton
- Jimmy Brewer como Stephen Schwartz
- Tim Young como John Rubinstein
- Peggy J. Scott como Irene Ryan
- Sean Patrick Doyle como Michael O'Haughey
- Ryan Vandenboom como Eddie Phillips
- Anthony Rosenthal como Charlie Grass
- Nicholas Baroudi como Scott Brady
- Jeremy Shamos como Joseph Hardy
- Ahmad Simmons como Ben Vereen
- Lin-Manuel Miranda como Roy Scheider

## Recepção crítica
No agregador de avaliações Rotten Tomatoes, a série conta com uma aprovação de 83%, baseada em 64 avaliações, e uma média de 7,5/10. No Metacritic, contém uma nota de 68 pontos de 100, baseada em 34 críticas que indicam "avaliações geralmente favoráveis".